# Pidhorodne
Pidhorodne (ukrainisch Підгородне; russisch Подгородное Podgorodnoje) ist eine Stadt im Rajon Dnipro der ukrainischen Oblast Dnipropetrowsk mit etwa 18.000 Einwohnern (2024).

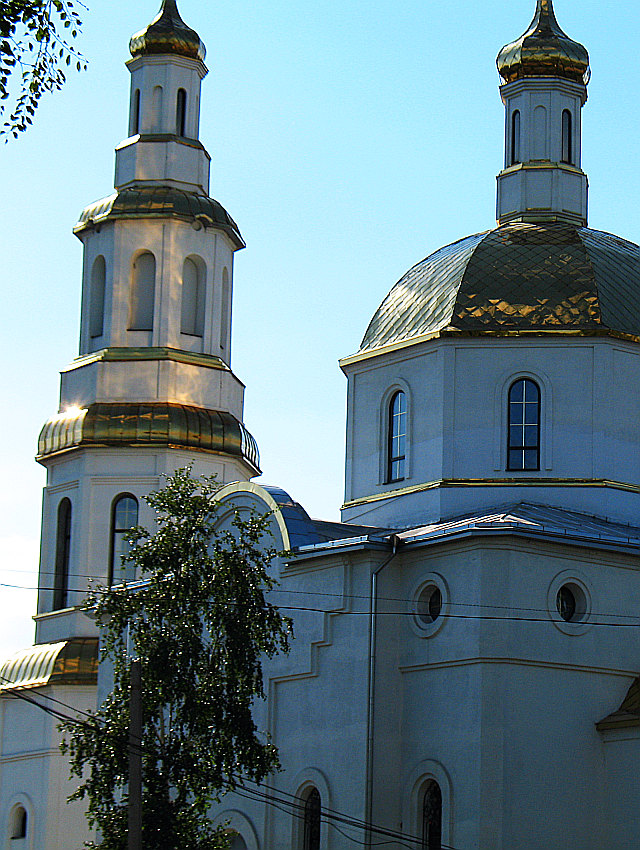
Kirche in der Stadt

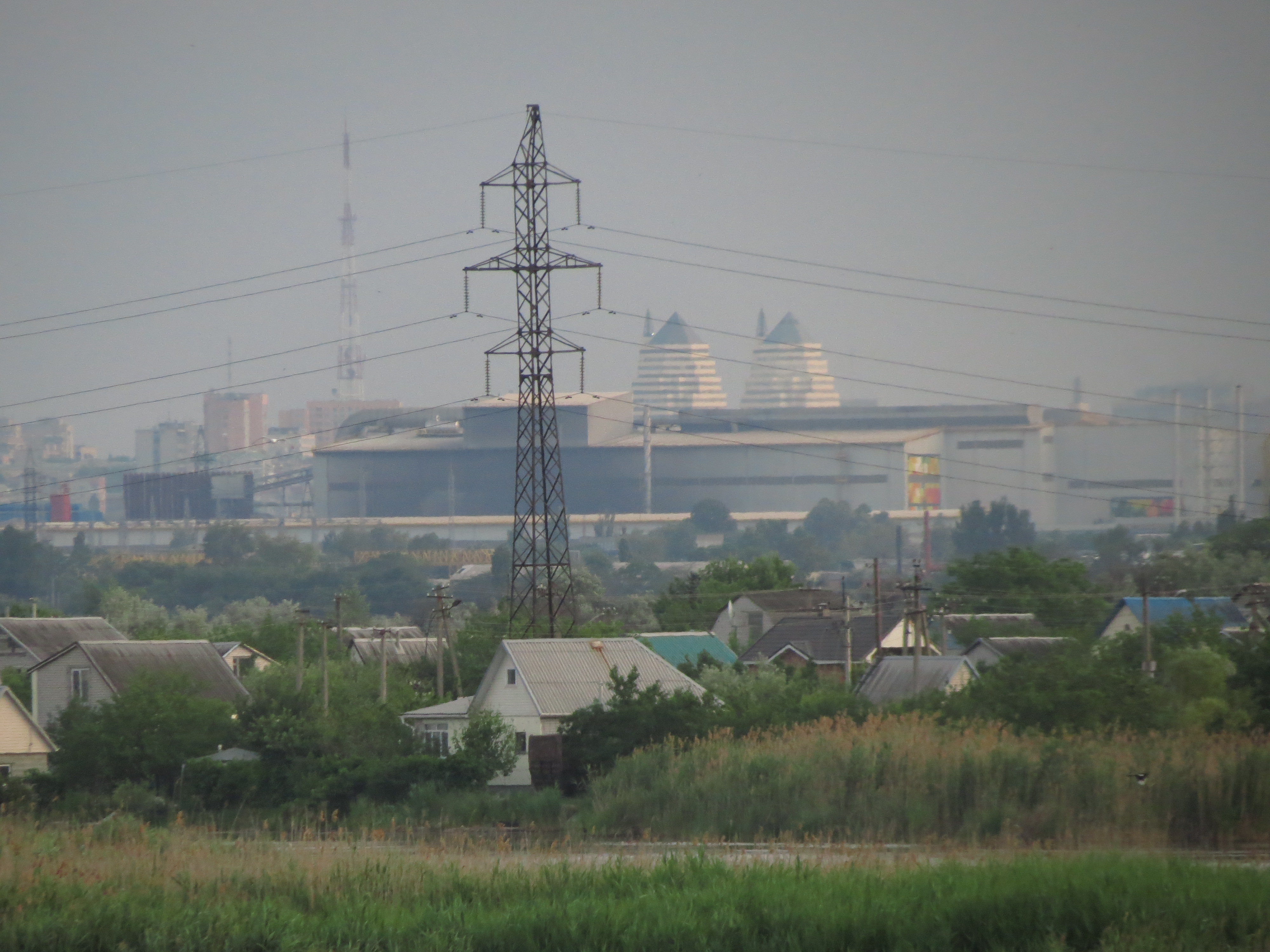
Blick über Pidhorodne auf die Metropole Dnipro mit dem Wohnkomplex Tower im Hintergrund

## Geographie
Die Stadt liegt an der Mündung des Kiltschen in die zum Dnipro-Stausee (Дніпровське водосховище) angestaute Samara, einem Nebenfluss des Dnepr, 15 km nördlich vom Oblast- und Rajonzentrum Dnipro.
Durch Pidhorodne verläuft die Fernstraße M 04 / E 50, die am Stadtrand mit der M 18 / E 105 zusammentrifft. Außerdem beginnt hier die nach Norden führende Territorialstraße T–04–10.

## Geschichte
Erstmals erwähnt wurde ein Dorf am Standort der heutigen Stadt im frühen 17. Jahrhundert. 1778 wurde es Sloboda. Der Volkszählung von 1826 nach lebten 1044 Bewohner in 180 Haushalten im Dorf, das neben 8 Windmühlen auch mehrere Wassermühlen besaß. Vor dem Ersten Weltkrieg lebten 7831 Bewohner in 1170 Haushalten in Pidhorodne. Bis zur Machtergreifung der Bolschewiki befand sich auf dem Stadtgebiet auch die von deutschen Russlandmennoniten begründete Kolonie Kronsgarten. Heute zeugen nur noch verstreute Scheunen und das Höppner-Denkmal von den Bauten der früheren Bewohner.
In den Jahren 1932 und 1933 war der Ort vom Holodomor, einer großen Hungersnot, betroffen. Während des Deutsch-Sowjetischen Krieges war Pidhorodne vom August 1941 bis zum September 1943 von der Wehrmacht besetzt.
Zwischen 1920 und 1959 war die Ortschaft das Rajonszentrum des Rajons Pidhorodne. Den Status einer Stadt erhielt Pidhorodne 1981.

### Geschichte der Kolonie Kronsgarten
Das Dorf wurde 1797 sechzehn Kilometer nordöstlich vom damaligen Jekaterinoslaw, dem heutigen Dnipro, gegründet. Der Ort liegt westlich des Flusses Samara an der Mündung des Flüsschens Klitschen in der damals bereits von deutschen Lutheranern besiedelten Gemeinde Josephsthal (heute Außenbezirk der Stadt Dnipro). Die Benennung bezieht sich offenbar darauf, dass sich nicht weit vom zugewiesenen Ort ein kleiner dem Staat, also der Krone, gehörender Obstgarten befand.
Zu Bauzwecken bekam jede Familie 120 Holzstämme und 500 Rubel gestellt, zuzüglich 75 Rubel Reisekostenerstattung pro Person. Erst 1843 kam Kronsgarten unter die Verwaltung der Kolonie Chortitza.
Kronsgarten lag ursprünglich in einer Geländemulde, so dass es alljährlich überflutet wurde. 1847 und 1848 wurde das Dorf mit staatlicher Unterstützung 1 km östlich auf eine Anhöhe umgesiedelt, wobei auch der als Kirche und Schule genutzte Bau ersetzt wurde. In Folge der kommunistischen Repression verließen die Dorfbewohner bis 1926 ihre Heimat.

## Verwaltungsgliederung
Am 12. Juni 2020 wurde die Stadt zum Zentrum der neugegründeten Stadtgemeinde Pidhorodne (Підгородненська міська громада/Pidhorodnenska miska hromada). Zu dieser zählen auch die 4 in der untenstehenden Tabelle aufgelisteten Dörfer, bis dahin bildete sie zusammen mit dem Dorf Peremoha die gleichnamige Stadtratsgemeinde Pidhorodne (Підгородненська міська рада/Pidhorodnenska miska rada) im Nordosten des Rajons Dnipro.
Folgende Orte sind neben dem Hauptort Pidhorodne Teil der Gemeinde:
| Name                     | Name            | Name                                |
| ukrainisch transkribiert | ukrainisch      | russisch                            |
| ------------------------ | --------------- | ----------------------------------- |
| Chutoro-Hubynycha        | Хуторо-Губиниха | Хуторо-Губиниха (Chutoro-Gubinicha) |
| Dmytriwka                | Дмитрівка       | Дмитровка (Dmitrowka)               |
| Peremoha                 | Перемога        | Перемога (Peremoga)                 |
| Spaske                   | Спаське         | Спасское (Spasskoje)                |

## Bevölkerung
| 1826  | 1897  | 1939   | 1959   | 1970   | 1979   | 1989   | 2001   | 2010   | 2020   |
| ----- | ----- | ------ | ------ | ------ | ------ | ------ | ------ | ------ | ------ |
| 1.044 | 7.831 | 12.537 | 13.262 | 17.423 | 23.490 | 19.219 | 17.763 | 19.148 | 19.526 |

Quelle: 1826, 1897;  1939–2020